# Snow White's Enchanted Wish
Snow White's Enchanted Wish (en español: El Deseo Encantado de Blancanieves) es una atracción ubicada en Disneyland, Tokyo Disneyland y Disneyland Paris. Anteriormente situada también en Walt Disney World, esta es una de las pocas atracciones que se encontraban operativas cuando se inauguró Disneyland en 1955, si bien ha experimentado varias remodelaciones con el paso del tiempo, siendo la temática de la misma la película Snow White and the Seven Dwarfs (1937), primer largometraje animado en color de la historia y primera película de la factoría Disney.
La versión de Disneyland fue originalmente conocida como Snow White and Her Adventures (Blancanieves y Sus Aventuras); tras la remodelación acometida en 1983 pasó a llamarse Snow White's Scary Adventures (Las Aterradoras Aventuras de Blancanieves), cambiando de nombre por tercera y última vez en 2020, año en que recibió el título que ostenta en la actualidad. Por su parte, la versión de Tokyo Disneyland es conocida como Snow White's Adventures (Las Aventuras de Blancanieves), mismo nombre que recibía la atracción de Walt Disney World hasta que se añadió la palabra «Scary» en 1998. Respecto a Disneyland Paris, esta tiene por título Blanche Neige et les Sept Nains: L'Attraction (Blancanieves y los Siete Enanos: La Atracción).

## Historia
Snow White's Enchanted Wish abrió al público el día en que se inauguró Disneyland como Snow White and Her Adventures. Los responsables de Walt Disney Imagineering diseñaron un recorrido oscuro (en inglés: dark ride) en el cual los visitantes asumían el papel de Blancanieves. Sin embargo, una parte del público no entendió este concepto y surgieron preguntas acerca de por qué la protagonista no aparecía ni una sola vez en la atracción.: 86  Durante la remodelación de 1983, todos los dark rides de Fantasyland fueron rediseñados por completo como parte de un extenso reacondicionamiento del área; tanto esta atracción, renombrada a Snow White's Scary Adventures, como las demás fueron modificadas con el fin de incluir a los protagonistas de las películas que representaban, apareciendo Blancanieves una sola vez en todo el recorrido, mientras que la fachada fue reconstruida al estilo del castillo de la reina malvada. A modo de anécdota, en un tramo del recorrido la reina, convertida en bruja, ofrecía una manzana a los visitantes; estos por lo general agarraban la fruta con el fin de llevársela de recuerdo. Para solventar estos robos, cuando se remodeló la atracción en 1983 se cambió la manzana por una imagen proyectada mediante un espejo parabólico,: 380–382  si bien en las atracciones de Disneyland Paris y Tokyo Disneyland se optó por alejar la figura de la bruja de los espectadores.
Respecto a la versión de Walt Disney World, ubicada en Fantasyland (Magic Kingdom), la atracción original, al igual que la versión inicial de Peter Pan's Flight, ponía a los espectadores en la piel de Blancanieves, si bien en diciembre de 1994 se inauguró una versión menos tenebrosa y se añadieron imágenes de la protagonista, concretamente tres figuras tridimensionales y dos bidimensionales. Esta nueva versión incluía algunas mejoras con respecto a la de Disneyland las cuales se tomaron de la atracción de Disneyland Paris, entre ellas el aumento de la capacidad de los vehículos que transportaban a los visitantes, los cuales pasaron a tener de cuatro a seis asientos (actualmente solo las versiones de Disneyland Paris y Tokyo Disneyland poseen seis asientos). El 23 de febrero de 2012 Disney anunció que la atracción cerraría sus puertas el 31 de mayo; el recorrido, cuya ceremonia de clausura contó con fuegos artificiales, fue reemplazado por el Princess Fairytale Hall, si bien dos años después del cierre se inauguró otra atracción: Seven Dwarfs Mine Train, consistente en una montaña rusa en la que se reutilizaron algunos de los elementos de Snow White's Scary Adventures.
El 7 de enero de 2020 la versión de Disneyland cerró con motivo de una extensa reforma en la que Walt Disney Imagineering efectuó una serie de cambios importantes: se instalaron nuevas escenas y se actualizaron tanto los sistemas de audio como la tecnología visual, reformándose el exterior con el objetivo de adaptarse al cercano Castillo de la bella durmiente. El 21 de diciembre de 2020, coincidiendo con el 83.º aniversario del estreno de la película, Disney anunció que la atracción sería renombrada a Snow White's Enchanted Wish e incluiría tecnología visual y acústica de vanguardia, como luz negra LED, pintura fluorescente, proyectores láser y un novedoso sistema de animación además de nuevas melodías y más de 50 nuevas esculturas (entre otros elementos se añadieron dos versiones móviles de Blancanieves, olor a pastel recién horneado, nuevos libros ilustrativos del cuento, una colección de libros de hechizos y pociones burbujeantes). La atracción reabrió oficialmente al público el 30 de abril de 2021, mismo día en que Disney permitió a los visitantes regresar al parque tras su cierre a causa de la pandemia de COVID-19.

## Descripción

### Disneyland

#### Versión de 1955
La versión original, titulada Snow White and Her Adventures, fue diseñada por Bill Martin, Herb Ryman y los animadores Claude Coats y Ken Anderson, ambos responsables en gran medida de la estética de la película; Martin elaboró el recorrido de la atracción en función de la lista de escenas creada por Anderson, quien junto con Coats se encargó de pintar las paredes y los paneles de contrachapado. Blancanieves no aparecía en ningún momento del recorrido puesto que el propósito de la atracción era que los espectadores se metiesen en la piel de la protagonista. Debido a que una parte del público no entendió este concepto y se preguntaba por qué Blancanieves no figuraba ni una sola vez en la atracción, aproximadamente a comienzos de la década de 1970 se incluyó un maniquí caracterizado como la princesa en el tramo correspondiente al bosque contiguo a la mina de los enanos, en el área que precedía el acceso al castillo de la reina; pese a desconocerse la fecha exacta en que se añadió esta figura (pudo haber sido colocada durante una remodelación acometida al parecer en junio de 1972), se sabe que la misma ya se encontraba allí en agosto de ese año, no hallándose sin embargo en la atracción cuando esta fue reformada en 1983 ya que supuestamente fue retirada poco tiempo después de haber sido instalada. Respecto a la zona donde los visitantes se subían a los vehículos, esta se hallaba decorada con un gran mural en el que aparecían los personajes de la película, mientras que los vehículos consistían en vagones o carros de mina de una sola plaza similares a los del filme, siendo los coches reemplazados en la década de 1960 por vehículos de dos plazas.
En lo relativo al trayecto, el carro se impulsaba hacia delante y de inmediato efectuaba un giro de 90° en dirección a la entrada de la mina de diamantes de los enanos, situada en el extremo izquierdo del mural. Al principio el área se hallaba sumida en la oscuridad, accediendo poco después el vagón a los túneles subterráneos, equipados con vigas de madera y gemas brillantes decorando las rocas de las paredes. Los espectadores se aproximaban entonces a un mural en perspectiva forzada donde contemplaban un pozo aparentemente sin fondo antes de girar y atravesar una bóveda repleta de gemas. La puerta de la bóveda se mantenía abierta gracias a un plano de madera contrachapada en el que figuraba Dopey (Mudito o Tontín), quien aparecía asomándose y sonriendo al público a medida que pasaba. En el interior se encontraba el almacén, con joyas apiladas en relucientes montículos dentro de barriles y carros. Los visitantes continuaban el recorrido adentrándose más aún en la mina, donde otros enanos aparecían cantando una variante instrumental de la canción «Dig-a Dig Dig». Tras girar a la izquierda, el público veía nuevamente a Dopey (en este caso una figura tridimensional animada) señalando alarmado un letrero con la advertencia «BEWARE OF THE WITCH» («CUIDADO CON LA BRUJA»).
El vagón abandonaba entonces la mina y se introducía en un tranquilo bosque, donde numerosos animales tales como ciervos, pájaros y conejos observaban a los visitantes entre los árboles. Poco después el carro llegaba a una bifurcación marcada por un letrero de madera señalando en una dirección la cabaña de los enanos, pintada en un mural, y en la otra el castillo de la reina; por un momento los espectadores se acercaban a una forzada perspectiva del mural de la cabaña para después girar en dirección al castillo. En este punto el bosque hasta entonces tranquilo se convertía en un lugar tenebroso repleto de raíces de árboles, enredaderas muertas y tonalidades fangosas, terminando esta parte del recorrido cuando el vagón pasaba por debajo de dos buitres. El carro giraba entonces a la izquierda rumbo a la entrada del castillo; directamente enfrente, en un oscuro pasillo, se hallaba un pasadizo con una puerta que conducía al exterior y un letrero de madera que señalaba nuevamente la cabaña de los enanos. A medida que el público avanzaba hacia esta puerta, una gran reja de hierro forjado la cerraba abruptamente, bloqueando la salida y dejando a los visitantes sin más opción que encontrarse con la reina. Al final de un oscuro pasillo, un esqueleto encadenado a la pared se movía violentamente y rogaba al público que diese media vuelta.
El carro se adentraba entonces en una mazmorra pasando bajo un arco de piedra y el público veía de frente la sombra encorvada de la bruja arrastrándose a lo largo de una pared cubierta por una gran telaraña, rozando el rostro de los visitantes varios hilos colgantes a modo también de telaraña cuando estos pasaban inmediatamente después bajo otro arco. Al doblar una curva cerrada, el vagón pasaba por delante de la bruja, quien acompañada de su caldero ofrecía a los espectadores una manzana envenenada, tras lo cual el vehículo accedía a un rincón en penumbra donde los visitantes se volvían a encontrar cara a cara con la bruja, quien surgía sorpresivamente de detrás de una columna de piedra. Acto seguido el vagón abandonaba la mazmorra y se detenía frente a una sólida pared de mampostería. En este punto los visitantes se adentraban en un bosque espeluznante lleno de árboles amenazantes, pudiendo divisarse a lo lejos la cabaña de los enanos; cuando el carro se acercaba a la puerta de la cabaña, esta se abría y aparecía otra vez la bruja con la manzana en la mano. Finalmente, en el último tramo del recorrido se podía ver a la bruja en un barranco riendo maliciosamente mientras intentaba arrojar una gran roca sobre los espectadores cuando estos pasaban bajo ella diciendo «good bye dearie!» («¡adiós querida!»), momento en que hacía acto de presencia un efecto lumínico similar a un rayo y se podía oír un grito indicando la muerte de la bruja mientras el vagón atravesaba una serie de puertas camufladas en la superficie rocosa situada bajo el barranco. Tras un breve tramo en penumbra, el carro llegaba a la zona de desembarque.
En enero de 1961 un equipo de Walt Disney Imagineering, encabezado por Yale Gracey e integrado por, entre otros, Rolly Crump, llevó a cabo varias reformas en la atracción. Entre los cambios efectuados destacaban la reconstrucción de algunas de las imágenes de la bruja con el fin de reducir la fealdad de los modelos originales, la inclusión de árboles tridimensionales en la sección del bosque tenebroso en sustitución de las anteriores versiones en contrachapado, y el añadido de nuevos detalles tales como efectos sonoros. Una de las reformas más importantes fue la inclusión de la voz de Ginny Tyler para la bruja; la grabación tuvo lugar a mediados de la década de 1960 y fue usada en Disneyland de 1965 a 1981 y en Walt Disney World de 1971 a 1993, mientras que en Tokyo Disneyland se emplea actualmente el audio correspondiente a las risas, algo que se lleva haciendo desde la inauguración del parque en 1983. La atracción de Disneyland siguió funcionando bajo este diseño hasta diciembre de 1981, momento en que cerró sus puertas para llevarse a cabo una extensa remodelación coincidiendo con el nuevo proyecto elaborado para Fantasyland, el cual preveía un drástico cambio en la gran mayoría de las atracciones de esta área del parque: estos cambios se tradujeron en una considerable mejora tanto en los recorridos como en la arquitectura mediante la inclusión de una temática más intrincada y el uso de nuevas tecnologías. La nueva versión de Snow White and Her Adventures, renombrada a Snow White's Scary Adventures, abrió sus puertas en mayo de 1983.

#### Versión de 1983
Esta nueva versión, clausurada en enero de 2020, fue desarrollada por la empresa Arrow Development. Tony Baxter, vicepresidente de desarrollo creativo de Walt Disney Imagineering, estuvo a cargo del proyecto de renovación y sentía tanto temor a fracasar que dispuso que todos los dark rides fuesen alargados un 25% para que en caso de no superar las versiones originales, al menos fuesen más extensos. El público entraba a la atracción a través de una recreación del castillo, en cuya parte alta había un ventanal cubierto por dentro con grandes cortinas las cuales eran descorridas cada pocos segundos por una figura de la reina del mismo modo que en la película. Bajo esta ventana había una manzana dorada de bronce y un libro de hechizos del miso material al alcance de los visitantes; al tocar la manzana se podía escuchar la risa amenazante de la bruja. A continuación el público accedía a una mazmorra y pasaba por delante de un libro de hechizos con el siguiente texto: «One taste of the poisoned apple and the victim's eyes will close forever in the Sleeping Death» («Un bocado de la manzana envenenada y los ojos de la víctima se cerrarán para siempre en la Muerte Durmiente»). Siguiendo la estela de muchos otros dark rides, el área de embarque estaba decorada con un mural en el que aparecían los personajes de la película.
Al igual que en la versión de 1955, los vehículos tenían forma de carro de mina y cada uno exhibía en el frente los nombres de cada uno de los enanos a imagen y semejanza de sus camas en el filme. Cuando los visitantes abordaban uno de estos carros, la primera parte de la atracción que contemplaban era la cabaña, en la que sonaba la canción «The Silly Song» al tiempo que pájaros, ardillas y demás criaturas del bosque realizaban tareas domésticas tales como tender la ropa o fregar los platos. El vagón pasaba por delante de unas escaleras de dos tramos que conducían al dormitorio de los enanos, en cuyo descansillo se encontraba la única figura de Blancanieves en toda la atracción acompañada por varios animales mientras sostenía una vela. Tras esto, el público podía ver a los enanos tocando instrumentos musicales y bailando: Doc (Sabio) tocaba la mandolina, Grumpy (Gruñón) el órgano, Happy (Feliz) el bajo, Bashful (Tímido) el acordeón, Sleepy (Dormilón) el violín, y Dopey aparecía bailando sobre los hombros de Sneezy (Mocoso o Estornudo).
Una vez fuera de la cabaña, el vagón se adentraba en una zona en penumbra y, en una esquina a la izquierda, aparecía la reina espiando a los enanos a través de una ventana en compañía de su fiel cuervo. Tras pasar frente a un mural con una imagen del castillo, el público entraba a la mina, la cual estaba repleta de joyas, pasando poco después por debajo de una rama donde se hallaban posados dos buitres, quienes giraban sus cabezas en dirección al siguiente tramo del recorrido, correspondiente al salón del trono. En esta sección figuraban, además del trono, en el que se encontraba nuevamente el cuervo, una imagen de la reina de espaldas mirándose en el espejo mientras decía: «Magic Mirror on the wall...» («Espejo Mágico en la pared...»). Acto seguido la figura daba media vuelta y revelaba su disfraz de bruja con las siguientes palabras: «With this disguise I'll fool them all!» («¡Con este disfraz engañaré a todos!»). Este efecto visual se lograba mediante la disposición de dos estatuas: una figura de la reina situada detrás del espejo y otra de la bruja ubicada frente a él y de espaldas al público, rotando las dos al mismo tiempo a ambos lados del espejo, el cual consistía en realidad en una lámina de cristal transparente (para aumentar el realismo de la escena, varios proyectores y luces LED creaban un efecto de telarañas y descargas eléctricas recorriendo las paredes). El carro se dirigía inmediatamente después a las mazmorras del castillo, plagadas de esqueletos, y proseguía rumbo al laboratorio, donde aparecía la bruja delante de su caldero preparando la manzana envenenada. Tras doblar una esquina, los espectadores volvían a encontrarse con la bruja, quien surgía de un túnel a bordo de una barca para ofrecer una manzana al público.
Inmediatamente después el vagón se adentraba en un tenebroso bosque lleno de árboles siniestros, murciélagos volando y troncos con aspecto de cocodrilo. Al final de este tramo se encontraba de nuevo la cabaña de los enanos, cuya puerta se abría para desvelar a la bruja, quien ofrecía otra vez la manzana a los visitantes diciendo «just one bite» («solo un bocado»). Acto seguido el carro se encaminaba a una zona montañosa donde aparecían los enanos persiguiendo a la bruja mientras esta intentaba arrojar una gran roca sobre ellos desde un barranco; en ese momento unos potentes destellos simbolizando un rayo y una silueta de la bruja cayendo al vacío recreaban su muerte junto con el sonido de un trueno y un grito, todo ello a medida que el público abandonaba la atracción y regresaba a la zona de embarque, si bien antes de llegar a ella los espectadores pasaban por delante de un gran libro en el que se podía ver una silueta de Blancanieves y el príncipe acompañados de su caballo mientras se dirigían a palacio, figurando a los pies de la imagen las siguientes palabras: «And they lived happily ever after» («Y vivieron felices para siempre»). Por último, en la zona de desembarque un mural mostraba a Blacanieves y el príncipe despidiéndose de los enanos; inicialmente se proyectó incluir una escena tridimensional, pero la escasez de espacio, sumado a la construcción en el área contigua de la atracción Pinocchio's Daring Journey, provocaron que la idea fuese desechada.

#### Versión de 2021

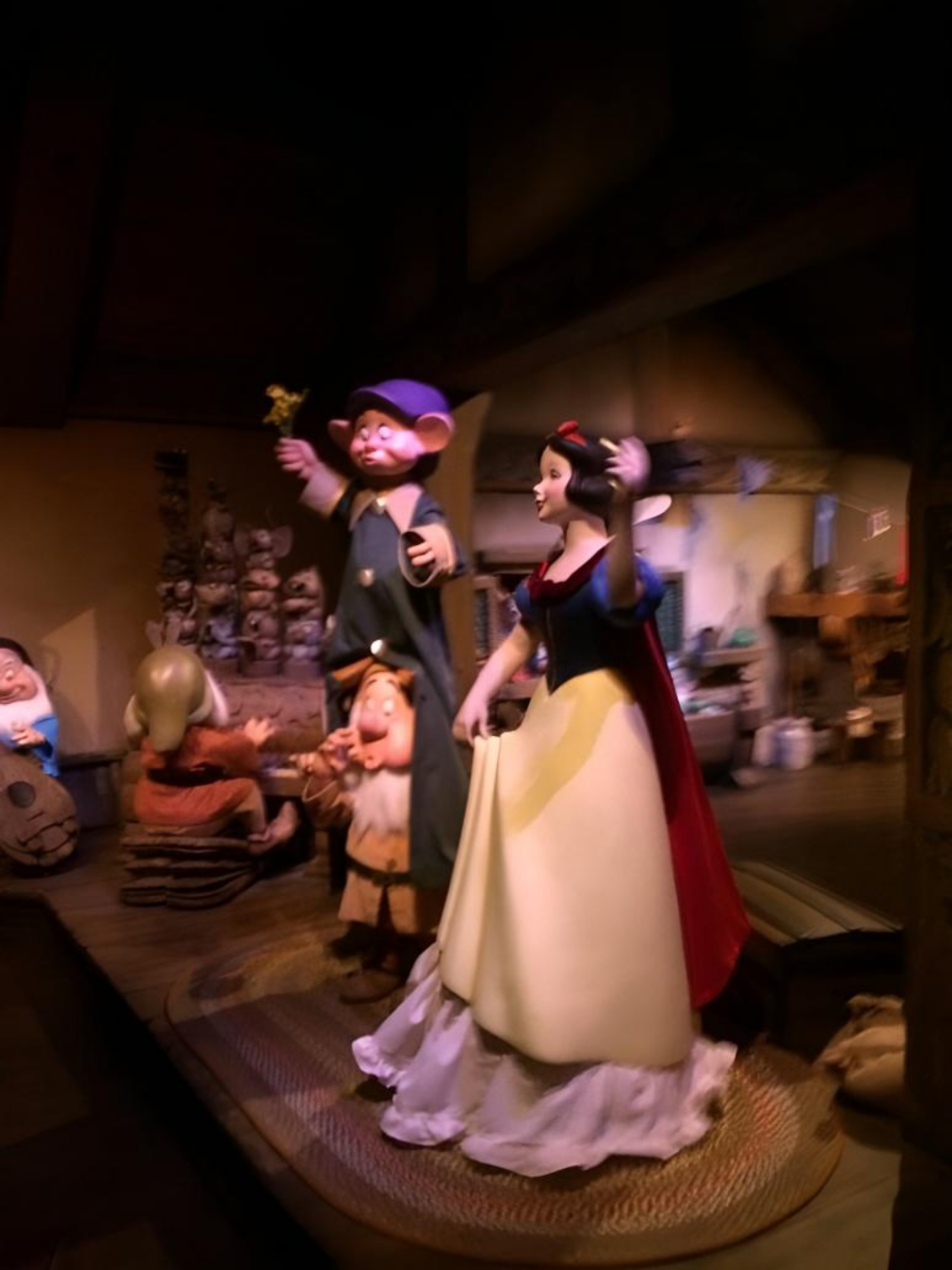
Figura de Blancanieves bailando con los enanos.

La intención de Walt Disney Imagineering con esta nueva reforma era hacer que la atracción resultase menos tenebrosa a la vez que equilibrar las perspectivas de sus tres tipos de público: adultos, adolescentes y niños. De acuerdo con la compañía, la última versión del recorrido relata la historia completa de Blancanieves a diferencia de la versión de 1983, la cual concluía con la muerte de la bruja; para la nueva versión se añadieron dos escenas de la protagonista y el príncipe con el fin de enfatizar que ellos fueron quienes vivieron «felices para siempre». Esta renovación, en la que la voz de Happy fue aportada por Stephen Stanton y la voz de Grumpy por Corey Burton, tuvo sin embargo un inicio bastante peculiar puesto que David Borning, responsable de Walt Disney Imagineering, fabricó una maqueta de la nueva atracción la cual mostró a los demás trabajadores, a quienes logró convencer de la viabilidad del proyecto. Las nuevas imágenes de los enanos y de los animales fueron esculpidas por Theresa Miller, escultora retirada que trabajó por alrededor de cuatro décadas para Disney, mientras que la pintura fluorescente corrió a cargo de Jim Crouch, con más de 30 años de experiencia. En palabras de Dave Caranci, director creativo de Walt Disney Imagineering: «La atracción solía ser aproximadamente un 75% aterradora, un 25% feliz, y ahora hemos cambiado esa cifra a aproximadamente un 60% feliz y un 40% llena de suspenso».
Al igual que en la anterior versión, los visitantes acceden a la atracción a través del castillo de la reina, el cual fue repintado y renovado con el objetivo de complementar el esquema de colores presente en el cercano Castillo de la bella durmiente. Tanto la manzana como el libro de bronce fueron reemplazados por un libro relatando el inicio del cuento, mientras que dentro de la atracción la mazmorra donde se encontraba el libro de hechizos fue sustituida por el dormitorio de Blancanieves, donde destacan más libros relatando cómo la princesa huyó y encontró refugio en la cabaña de los enanos. Respecto al área de embarque, esta fue enriquecida con más vegetación, criaturas del bosque y una proyección en la ventana de la cabaña donde se pueden apreciar las siluetas de los enanos y de Blancanieves bailando.
El recorrido comienza nuevamente en la cabaña, aromatizada con olor a tarta de manzana recién horneada. El público recorre la casa y pasa por delante de las escaleras, en las cuales ya no figura Blancanieves, quien ahora se encuentra bailando junto a Sneezy y Dopey mientras los animales los observan desde las escaleras, escuchándose de fondo la canción «The Silly Song». Tras salir de la cabaña, aparecen al igual que antes la reina y su cuervo espiando a través de una ventana, accediendo los visitantes acto seguido a una versión del bosque más acogedora que la precedente, con un proyector mostrando la escena en que los enanos regresan a casa de la mina cantando «Heigh-Ho» en sustitución del mural con el castillo de la reina. El carro accede inmediatamente después a la mina, donde aparece Dopey saludando a los espectadores con dos diamantes colocados en los ojos. Esta nueva versión de la mina cuenta con más joyas relucientes, nuevos proyectores y una imagen de Doc examinando diamantes.
Tras salir de la mina, el vagón pasa por debajo de dos buitres y se introduce en el salón del trono, donde se muestra la transformación de la reina en bruja del mismo modo que en la versión de 1983, no sufriendo este tramo del recorrido prácticamente ningún cambio (tan solo se añadió una mesa con un libro, una vela y una copa). A continuación los visitantes se adentran en las mazmorras, donde los esqueletos son reemplazados por pócimas y un libro con la receta de la manzana envenenada, figurando nuevamente la bruja frente a su caldero, aunque en esta sección se añadieron nuevos efectos lumínicos y proyectores. El túnel del que salía anteriormente la bruja a bordo de una barca para ofrecer una manzana a los espectadores cuenta ahora con una proyección en la que aparece el espejo mágico reflejando el instante en que Blancanieves muerde la manzana, momento en que el cristal del espejo se hace añicos.
El final del recorrido es la parte de la atracción que más cambios experimentó. En él se muestra el final feliz de la protagonista en vez de la muerte de la bruja, con las figuras de los enanos, antes colocadas en hilera subiendo por una montaña, desordenadas y acompañadas de una proyección de la bruja huyendo de ellos. Tras girar el carro pasa frente a una figura de Blancanieves siendo despertada por un beso del príncipe, hallándose la cabaña de los enanos presente al igual que antes, si bien en vez de aparecer la bruja ofreciendo una manzana ahora se halla un libro en el que se puede leer: «True Love's Kiss Awakened Snow White and the good Dwarfs danced for joy» («Un beso de amor verdadero despertó a Blancanieves y los buenos enanos bailaron de alegría»). La escena final muestra a la protagonista rodeada de animales y al príncipe esperándola enfrente con su caballo. Poco antes de acceder al área de desembarque, el público pasa por delante del gran libro con las siluetas de Blancanieves y el príncipe dirigiéndose a palacio, donde se lee: «...and they lived happily ever after» («...y vivieron felices para siempre») y «Snow White's wish had come true!» («¡El sueño de Blancanieves se había hecho realidad»).

### Walt Disney World

#### Versión de 1971

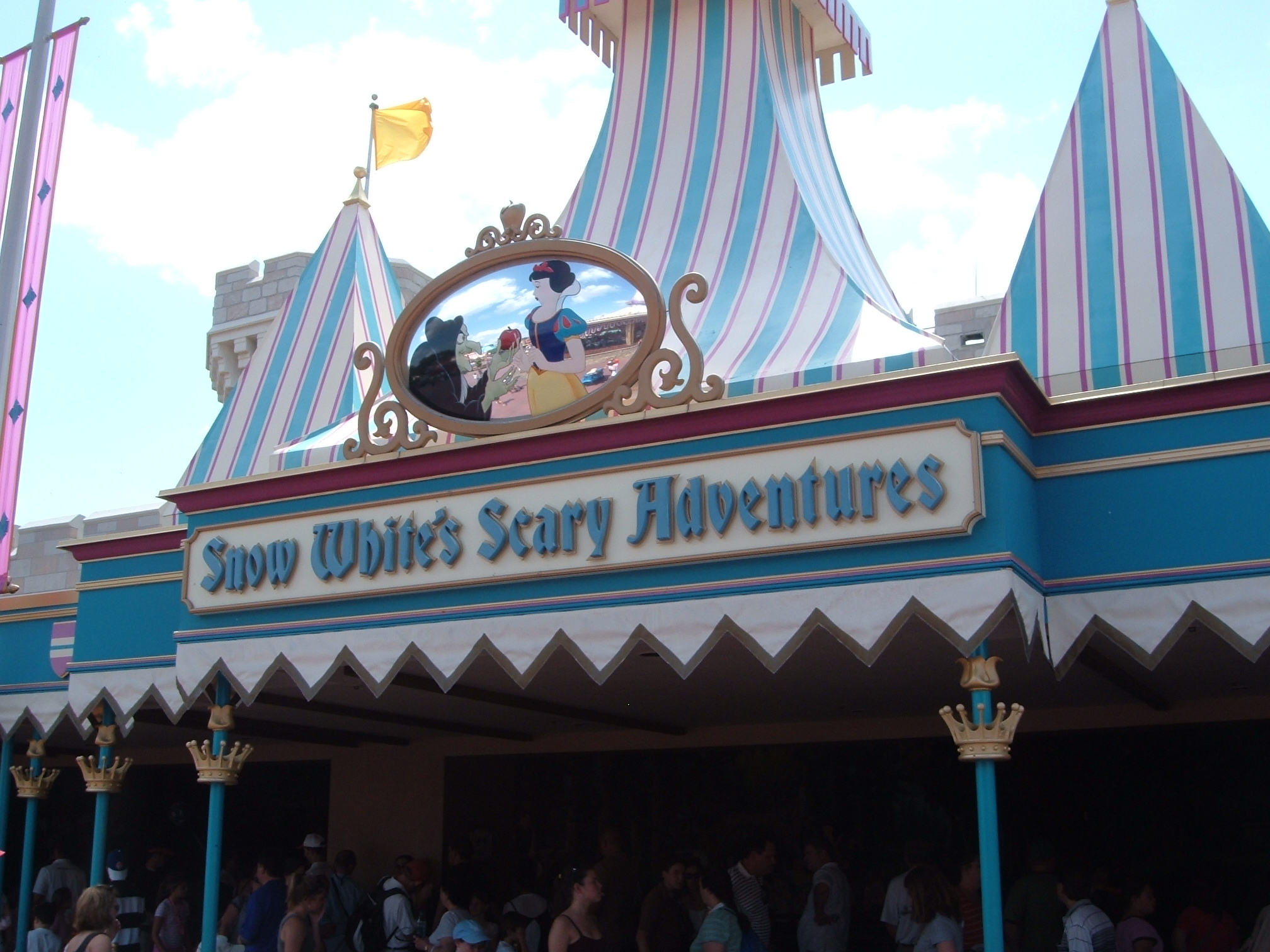
Entrada a la atracción de Walt Disney World.

La versión original de la atracción de Walt Disney World, la cual estuvo operativa desde 1971 hasta 1994, fue diseñada por Coats y contaba con esculturas de Blaine Gibson y Adolfo Procopio, siendo considerablemente diferente a la versión de Disneyland y aún más aterradora (varias de las características de este recorrido se adaptarían para las versiones de Tokyo Disneyland y Disneyland Paris así como para la renovación de Disneyland de 1983). Las imágenes hacían gala sin embargo de muy pocos movimientos; en palabras de Anderson: «No necesitabas mucha animación porque te estabas moviendo. Te movías tan rápido que lo que hacías era proporcionar movimiento a los personajes». Blancanieves no aparecía en ningún momento mientras que los enanos solo hacían acto de presencia una vez, siendo el trayecto muy similar a la versión de Tokyo Disneyland y figurando tanto la mina como la cabaña de los enanos. Al igual que en la versión de Disneyland de 1955, la entrada a la atracción coincidía con la temática medieval de Fantasyland, estando decorada con sencillas carpas coloridas. Sin embargo, mientras la zona de embarque y desembarque de Disneyland se hallaba ornamentada con murales que representaban las inquietantes escenas presentes en el interior de la atracción así como a todos los personajes de la película, en Walt Disney World un bosque de cuento de hadas daba la bienvenida a los visitantes, con el inicio de la atracción en el patio del castillo de la reina, presidido por un pozo idéntico al del filme. La canción «I'm Wishing» se podía escuchar en esta área pese a que Blancanieves no aparecía en ella, estando la entrada conformada por el patio del castillo a la izquierda y, a la derecha y lejos del público, una miniatura de la cabaña de los enanos entre el decorado, con la mina en un extremo bordeada por una cascada, siendo esta la zona de salida de la atracción. Esta presentación planteaba no obstante un problema ya que la misma sugería una aventura encantadora y mágica en lugar del viaje aterrador en que realmente consistía el recorrido. La palabra «Scary» no sería incluida en el título de la atracción hasta 1998, cuatro años después de la remodelación, irónicamente acometida para resultar menos terrorífica.
Una vez que los visitantes subían al vehículo, este recorría el patio del castillo rodeando el pozo. Acto seguido parecía dirigirse hacia la cabaña de los siete enanos antes de girar hacia el castillo. En la ventana de la torre por donde se accedía al interior la reina descorría unas cortinas justo cuando el carro pasaba por debajo, siendo esta la primera aparición del personaje en una atracción de Blancanieves, detalle que se incluiría en la remodelación de Disneyland de 1983. Inmediatamente después el vagón atravesaba unas puertas arqueadas y accedía a un pasillo donde había un espejo ovalado; tras girar a la derecha, los visitantes podían ver la transformación de la reina en bruja mediante un sistema similar al utilizado en Disneyland, si bien la frase pronunciada era diferente: «Mirror Mirror on the wall, I am the fairest one of all!» («Espejo Espejo en la pared, ¡soy la más hermosa de todas!»). El vehículo se dirigía entonces a una mazmorra con dos esqueletos: el primero se hallaba tendido en el suelo intentando alcanzar una jarra de agua a través de los barrotes de su celda al tiempo que movía la mandíbula inferior diciendo «go back!» («¡vuelve!»), mientras que el segundo estaba encadenado a la pared con los brazos extendidos y tras una reja a la vez que gemía por la aparición de una araña de color naranja brillante arrastrádose por su red hacia los espectadores. En la oscuridad de este tramo docenas de ojos de rata de color verde parpadeaban y una puerta de hierro se balanceaba siniestramente de un lado a otro (los ojos, añadido de Gracey, fueron importados directamente de la escena final de Pirates of the Caribbean de Disneyland y más tarde serían utilizados para representar murciélagos en Big Thunder Mountain Railroad). Acto seguido, el público pasaba frente a un estante lleno de objetos típicos de un laboratorio, con el cuervo posado sobre una calavera. En otro rincón de este tramo, la bruja aparecía frente a su caldero y junto a un libro de hechizos preparando la manzana y diciendo: «Have an apple, dearie?» («¿Tienes una manzana, querida?»). Al salir de esta área los visitantes pasaban por debajo de otro estante lleno de varias botellas de vidrio derrumbándose y se escuchaba entonces el sonido de cristales rompiéndose. 
El carro se introducía después en un lago; nada más llegar a este punto la bruja surgía repentinamente del interior de un túnel a bordo de una barca sosteniendo una manzana con la mano izquierda. A partir de aquí comenzaba la secuencia del bosque, en cuyo inicio un grupo de cinco troncos con forma de cocodrilo salía de entre los juncos con intención de atacar el vehículo. En lo más profundo del bosque, varios árboles monstruosos extendían sus ramas como si fuesen garras, guardando semejanzas con los diseños de Gustaf Tenggren para la película; algunos se inclinaban hacia adelante, mientras que otros giraban siguiendo el movimiento del vagón, con el ambiente de terror potenciado mediante un efecto de ojos siniestros flotando sobre los árboles. Esta atmósfera lúgubre continuaba incluso cuando el vehículo se acercaba a la cabaña de los enanos, la cual era todavía más oscura y aterradora por dentro, resultando los objetos allí presentes (sillas, platos e incluso la bomba de agua del fregadero de la cocina) espeluznantes al poseer ojos brillantes y apariencia ligeramente antropomórfica. Varios animales (un ciervo, un mapache, una ardilla y dos conejos) miraban aterrorizados a los espectadores desde una ventana abierta y al mismo tiempo algo siniestro al lado: aquí figuraban los siete enanos, con Doc al frente sujetando un farol y Dopey al final con una vela, subiendo las escaleras muy tímidamente rumbo a la puerta entreabierta de la habitación mientras contemplaban una enorme sombra fantasmal en la pared sobre una luz amarilla, momento en que la bruja aparecía detrás de una ventana sosteniendo la manzana y riendo diabólicamente mientras decía «sleeping apple?» («¿manzana durmiente?»). Por su parte, las voces de los enanos, dobladas por Mel Blanc, Paul Frees, Hal Smith, Hans Conried y Dal McKennon, decían:

What is it?
Looks like arms!
Not too close!
Who is that?
I warned ya!
Trouble! I hear trouble!
Looks like a ghost!
The ghost looks pale!
¿Qué es?
¡Parecen brazos!
¡No demasiado cerca!
¿Quién es ese?
¡Os lo advertí!
¡Problemas! ¡Oigo problemas!
¡Parece un fantasma!
¡El fantasma se ve pálido!

Al salir de la cabaña, el vagón regresaba a una versión mucho más breve del bosque en la que destacaba un árbol en cuya parte alta se hallaban posados dos buitres; de inmediato surgía de detrás del tronco la bruja sujetando nuevamente la manzana. Tras esto los visitantes accedían a la mina pasando por un túnel sostenido por vigas de madera, donde se podía ver a la derecha un impresionante pozo sin fin. Aquí la bruja hacía acto de presencia dos veces: una a mitad del trayecto tratando de derribar una viga de madera sobre los espectadores al tiempo que decía «enjoying your ride?» («¿disfrutando de tu viaje?»), justo antes de que un vagón repleto de joyas rodase a gran velocidad en dirección a los visitantes y mientras sonaban carcajadas y fuertes ruidos simulando el colapso de la mina; y la segunda dentro de una bóveda precedida por un letrero con la palabra «VAULT» («BÓVEDA»). Aquí aparecía en lo alto de un peñasco decorado con joyas de color esmeralda, dorado y rojo, donde intentaba arrojar sobre el público un gran diamante mientras decía «good bye dearie!» («¡adiós querida!»), tras lo cual el vagón accedía a una sala con explosiones pintadas y llena de luces parpadeantes (similares a una luz estroboscópica), habitáculo muy parecido al que hasta 1982 estuvo presente en la atracción de Disneyland Alice in Wonderland, pudiendo escucharse entretanto los ecos del grito de la bruja.

#### Versión de 1994

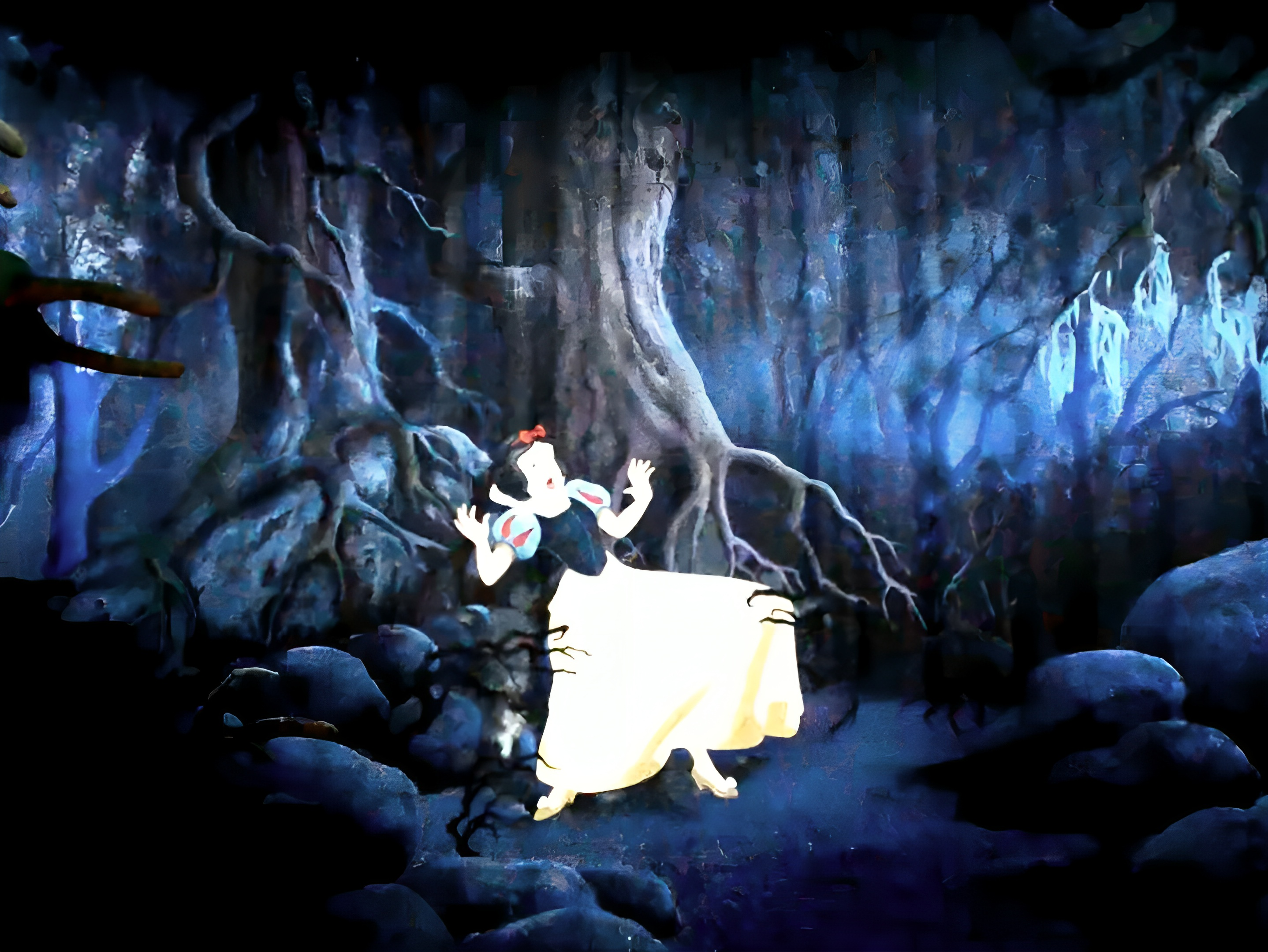
Figura de Blancanieves en el tramo del bosque.

El 14 de octubre de 1994 la atracción cerró sus puertas con el fin de llevarse a cabo un rediseño para hacer que el recorrido se pareciese más a la versión de Disneyland, aunque con una secuencia distinta y nuevas escenas, teniendo lugar la reapertura el 16 de diciembre del mismo año. Los espectadores subían a los carros frente a un gran mural en el que figuraban todos los personajes de la película, iniciándose el trayecto en el patio del castillo, donde por primera vez hacía acto de presencia una figura de Blancanieves, quien aparecía vestida con harapos y sentada en una escalinata con una paloma en una mano mientras la reina la observaba desde una ventana que, a diferencia de la anterior, se encontraba ubicada en una zona mucho más alejada del público y con las cortinas descorridas en todo momento además de iluminada con una potente luz para hacerla fácilmente visible en la distancia. Una vez dentro del castillo, el lugar donde se hallaba el espejo oval se encontraba ocupado por una versión del espejo mágico doblada por Tony Jay que saludaba al público con la siguiente frase: «Alas! Snow White is the fairest one of all» («¡Ay! Blancanieves es la más hermosa de todas»). Inmediatamente después se podía contemplar la transformación de la reina en bruja mediante el mismo sistema rotatorio que el de las demás atracciones, aunque en esta ocasión la reina, doblada por Louise Chamis, gritaba «never!» («¡nunca!») para después emitir una serie de carcajadas que terminaban convirtiéndose en la risa de la bruja. Tras esta secuencia el vagón se adentraba en la mazmorra; esta presentaba la mitad de su tamaño con respecto a la anterior versión y en ella solo se hallaba el primer esqueleto, el cual ya no pronunciaba la advertencia «go back!», estando la otra mitad ocupada por la escena de la bruja preparando la manzana en el caldero. Después los visitantes accedían a una versión menos aterradora del bosque, donde una imagen bidimensional del cazador (con la voz de Peter Renaday) gritaba a Blancanieves, figura también bidimensional que aparecía atrapada entre las ramas de los árboles, las palabras «run away and never come back! Go!» («¡huye y no vuelvas nunca! ¡Vete!»), todo ello acompañado de sonidos de truenos y potentes efectos lumínicos gracias a los cuales se podía ver la imagen de la princesa puesto que la zona en la que se hallaba se encontraba a oscuras. 
Al salir del bosque el carro llegaba a la cabaña, donde los enanos eran mostrados bailando y tocando instrumentos del mismo modo que en la atracción de Disneyland (las figuras de Sneezy y Dopey se encuentran actualmente expuestas en una exhibición dedicada a Blancanieves en The Walt Disney Archives, mientras que las otras cinco forman parte de la atracción Seven Dwarfs Mine Train). En este tramo se añadió una escena completamente nueva en la que aparecía la bruja a través de una ventana entregando la manzana a Blancanieves para después proclamar ser la más bella: «That's right dearie, now take a bite, and all of your dreams will come true! Ha, ha! Now I'm the fairest one of all!» («¡Eso es querida, ahora dale un mordisco, y todos tus sueños se harán realidad! ¡Ja, ja! ¡Ahora soy la más hermosa de todas!»). Tras esto los espectadores veían, junto a un árbol coronado por dos buitres, a la bruja entre unas rocas bajo la lluvia. Después accedían a la mina, donde dos de los enanos, Bashful y Sneezy, pedían al público que la detuviese, viéndose a la bruja por última vez en un barranco tratando de arrojar una gran roca sobre los enanos, momento en que un pequeño efecto lumínico recreaba el rayo. A diferencia de la atracción de Disneyland, la escena final del recorrido mostraba las figuras estáticas del príncipe y Blancanieves en la escena del beso y acto seguido un mural a la derecha de los espectadores con las imágenes de ambos dirigiéndose a palacio mientras dos figuras tridimensionales de los enanos exhibían un brazo en alto a modo de despedida. Por último, Dopey aparecía moviendo las orejas y agitando un brazo para saludar a los visitantes desde un puente el cual estos atravesaban rumbo a la zona de desembarque.

### Tokyo Disneyland

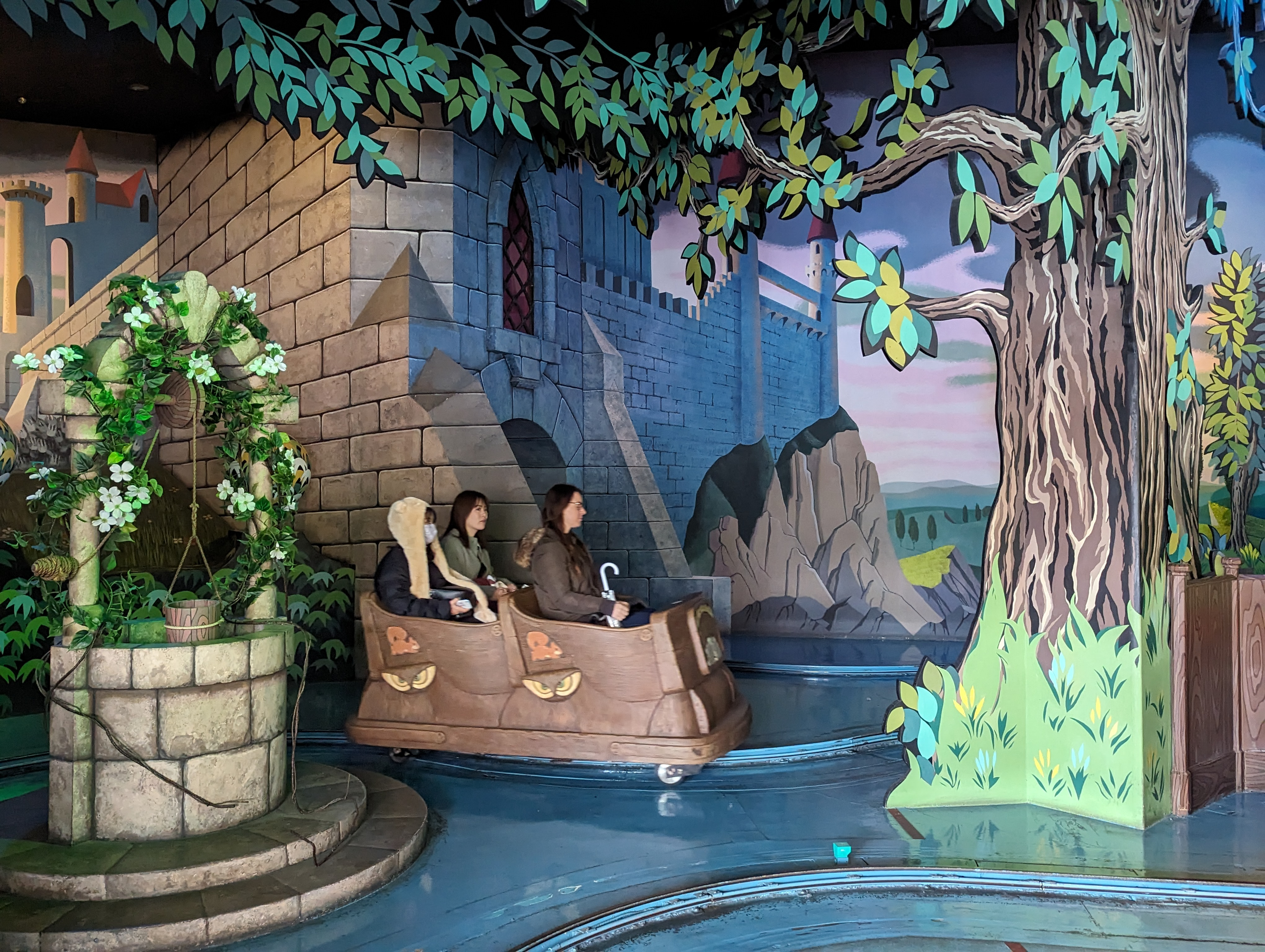
Primer tramo de la atracción de Tokyo Disneyland.

La atracción de Tokyo Disneyland constituye una mezcla de las versiones de Disneyland y Walt Disney World. La primera mitad del recorrido guarda numerosas similitudes con la atracción de Walt Disney World de 1971, donde los espectadores son testigos en primer lugar de la transformación de la reina en bruja  para acto seguido verla preparando la manzana envenenada en la mazmorra y después a bordo de una barca ofreciendo la fruta al público, tras lo cual el vagón se adentra en un bosque tenebroso. Una vez que el carro accede a la cabaña, el recorrido adopta la forma de la versión de Disneyland de 1983, con los enanos cantando y Blancanieves subiendo las escaleras acompañada por los animales del bosque. Cuando los visitantes salen de la cabaña, en vez de encontrarse con la reina se ven cara a cara con la bruja, esto como consecuencia de haberse mostrado ya la transformación. Los buitres anuncian con su presencia el comienzo del tramo correspondiente a la mina, ligeramente más larga que las otras y con una atmósfera más amenazante. En su interior, un vagón repleto de gemas baja rodando en dirección a los espectadores, detalle presente en la versión original de Walt Disney World, tras lo cual los visitantes abandonan la mina y llegan de nuevo a la cabaña, donde se encuentran nuevamente con la bruja, quien les ofrece una manzana. El recorrido concluye con los enanos persiguiendo a la bruja mientras esta trata de arrojar un roca sobre ellos.

### Disneyland Paris
La versión de Disneyland Paris es prácticamente idéntica a la de Disneyland de 1983, si bien el final de la misma es más parecido al de la versión de Walt Disney World de 1994, donde el público pasa bajo un puente con el castillo del príncipe visible al fondo; a diferencia de la versión de Walt Disney World, todos los personajes que integran la escena (Blancanieves, el príncipe, el caballo y tres enanos junto con varios animales) se encuentran en el puente despidiendo a los espectadores, aunque solo Blancanieves, el príncipe y el caballo son móviles: los tres mueven la cabeza de arriba abajo para saludar al público. El castillo aparece en esta versión a la izquierda de los espectadores, no existiendo ninguna representación del beso que despierta a Blancanieves, si bien, al igual que en la versión de Walt Disney World de 1971, en la sección de la mina figura un carro rodando en dirección al público, mientras que en el tramo del bosque se añadieron como novedad en esta atracción luciérnagas bailando.

## Legado
Snow White's Enchanted Wish se erige como una de las atracciones más importantes y emblemáticas por el hecho de ser el dark ride más antiguo de Disneyland junto con Peter Pan's Flight y Mr. Toad's Wild Ride, apareciendo en diversos objetos de merchandising tales como maquetas, miniaturas y pines (las versiones de Disneyland y Walt Disney World tuvieron además el privilegio de ostentar la categoría E). A mayores, la versión de Walt Disney World de 1994 constituye el tema central del libro 3500: An Autistic Boy's Ten-Year Romance with Snow White (2013), escrito por Ron Miles, cuyo hijo Ben, adolescente con autismo, realizó la cifra récord de 3500 viajes en la atracción, siendo además la última persona en recorrerla a nivel oficial.